# Paul Choisnard
Paul Choisnard, né le 13 février 1867 à Tours, mort à Saint-Genis-de-Saintonge le 9 février 1930, est un polytechnicien, astrologue à prétention scientifique et auteur d'ouvrages d'astrologie français. Il est le premier à vouloir prouver par la raison l'existence de correspondances astrales en utilisant les statistiques.

## Biographie
Paul Marie Martin Choisnard est né le 13 février 1867 à Tours, fils de Camille Choisnard, professeur de dessin graphique, et Marie Choisnard, née Marie Flambart. Choisnard a écrit tout d'abord sous le pseudonyme de Paul Flambart.
Il intègre l'école polytechnique à Tours en 1888. Ses résultats sont médiocres et il est classé parmi les tout derniers de sa promotion. En 1889, il est néanmoins admis au génie militaire.
En 1926, Paul Choisnard, l'astrologue belge Gustave Lambert Brahy, et quelques autres, fondent à Bruxelles le Cébésia (Centre belge d’étude scientifique des influences astrales), devenu Institut astrologique belge en 2016.

## Travaux
Paul Choisnard est l'auteur de tables astrologiques qui ont été très utilisées.
Il est surtout connu pour avoir été le premier à mener des études statistiques sur les « influences » astrales,. 

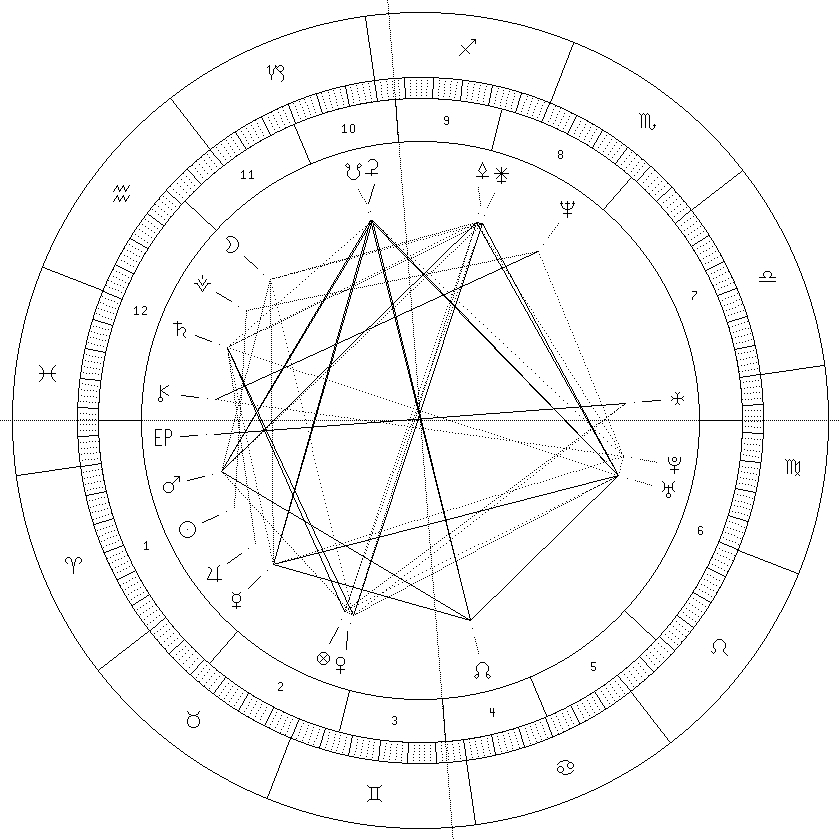
Représentation usuelle d'un thème astral : un cercle divisé en douze signes égaux (la différence d'étendue des maisons est bien apparente).

L'astrologue Yves Lenoble avance que Choisnard a fortement influencé la représentation des cartes du ciel :
« L'innovation principale - la première - a consisté à représenter le thème d'une nouvelle manière. Les astrologues, pendant vingt siècles au moins, ont représenté le thème en positionnant les planètes dans des maisons égales. Choisnard trouve que ce mode de représentation nuit à la recherche et il propose de monter désormais les thèmes non plus avec des maisons égales mais avec des signes égaux ».
Choisnard oriente la figure de façon que le point vernal soit systématiquement à gauche ; cette représentation facilite la comparaison des thèmes, ainsi que le dépouillement statistique. 
« La nouvelle représentation du thème préconisée par Choisnard rend possible le tracé des aspects entre planètes et des aspects des planètes à l'Ascendant et au Milieu du Ciel. Et ceci est d'une extrême importance car l'astrologue visualise les nombreux aspects que forment les planètes entre elles et par rapport aux angles et peut ainsi les interpréter facilement ».
Bien qu'il n'est pas connu principalement pour cela, la représentation du thème qu'il a adoptée est la plus couramment utilisée.
André Barbault considère Choisnard comme un rénovateur de l'astrologie ancienne.

## Critiques
Trois personnalités témoignent de l’activité de truqueur de Paul Choisnard en matière de statistiques astrologiques.
Jacques Sadoul, dans L’Enigme du Zodiaque (Éditions J'ai lu 1973) pages 100 et suivantes raconte les études de Paul Choisnard au lycée de Tours, sa sortie de promotion de Polytechnique, en 1889, avec le grade de sous-lieutenant d’artillerie. Choisnard s’intéressa à l’astrologie vers 1890. Il se maria en 1905 et devint veuf en 1907. Il termina sa carrière militaire avec le grade de commandant, soit une médiocre progression.
Il appliqua les statistiques à l’astrologie par héritage professionnel de son expérience d’artilleur (vu la nécessité de déterminer le point de chute des tirs). À cet effet, Jacques Sadoul écrivait page 101 : « J’ai rarement vu plus beau tour de passe-passe qui confine à la fumisterie pure et simple. Lorsque Choisnard fit paraître son traité d’astrologie, Langage astral, en 1901, il avait fait de son propre aveu huit statistiques en tout et pour tout, qui –accessoirement- étaient fausses ! Il en donne la liste dans son ouvrage Essai de psychologie astrale (pages 60 à 63)… son astrologie scientifique fut pure chimère. »
André Salmon, écrivain et poète, dernier témoin, rapportait en 1931, 18 mois après le décès de Paul Choisnard, dans son reportage Visite au pays des voyantes et autres diseuses de bonne aventure comment Choisnard aimait impressionner. Une caractéristique que Jacques Sadoul relevait lui aussi en écrivant : « sa qualité de polytechnicien a impressionné une partie du public… c’est en cela que Choisnard fut important ». Il crédibilisa un discours par ses titres, notamment ses diplômes.
Françoise Gauquelin, rapportait, en 1994, sur le site du Cura, dans Clés pour la recherche statistique en astrologie, à propos de Paul Choisnard, tout d’abord une précaution d’écriture, afin d’éviter de se mettre à dos un grand corps, l’armée française : « Je ne crois pas qu’on puisse accuser un polytechnicien et commandant d’artillerie d’avoir sciemment trompé son public ». Puis, elle ajoutait en citant son ex-mari Michel Gauquelin, qui a succédé à Choisnard dans l'établissement de statistiques astrologiques : « Comment Choisnard a-t-il procédé pour obtenir des résultats toujours dans le sens où il les cherchait ? Le hasard n'a pas pu faire qu'il tombe toujours sur ce qu'il voulait prouver. On est forcé de conclure qu'il a choisi des cas favorables à sa thèse! » (Choisnard ne travaillait que sur de tout petits échantillons d'individus et c'est lui même qui rassemblait les données étudiées.

## Controverses
L’astrologue aux prétentions scientifiques s'est prononcé contre toute application pratique de ses "résultats" et contre l'exercice professionnel de l'astrologie, contre la prédiction astrologique, qu'elle soit individuelle ou collective et contre l'astrologie mondiale,. Son étude de l'astrologie par les statistiques, assimilée à une "astrologie scientifique", se distingue des pratiques divinatoires et prédictives.

## Œuvres

### Philosophie
- La chaîne des harmonies (rôle de la spirale dans la nature)
- La loi de relation et l'erreur séparatiste, en science et en philosophie
- Les probabilités en science d'observation

### Psychologie et sociologie
- L'éducation psychologique
- L'amour et le mariage, d'après les principaux écrivains
- Introduction à la psychologie comparée des caractères humains
- Entretiens sur la sociologie

### Astrologie
- Langage astral (Traité sommaire d'astrologie scientifique)(1902), 6e édition, Éditions Traditionnelles, Paris 1963
- Influence astrale (Essai d'astrologie expérimentale)(1901)
- Étude nouvelle sur l'hérédité (hérédité astrale) (1903)
- Preuves et bases de l'astrologie scientifique
- Notions élémentaires d'astrologie scientifique
- La portée de l'astrologie scientifique
- Le calcul des probabilités appliqué à l'astrologie
- Revue de l'influence astrale (10 numéros 1913-1914) la collection
- La loi d'hérédité astrale (sa démonstration et ses objections)
- Entretiens sur l'astrologie
- La représentation du ciel en astrologie scientifique
- Qu'est-ce que l'astrologie scientifique ?
- L'astrologie et la logique
- Mémoire sur l'astrologie scientifique (Congrès international de psychologie expérimentale)
- Tables des positions planétaires (de 1801 à 1940), avec notions de cosmographie
- Tables des positions planétaires (de 1941 à 1950)
- Tables des positions planétaires depuis 1924 à 1940, chaque année
- L'influence astrale et les probabilités - origine, bilan et avenir de la question
- Essai de psychologie astrale (avec dictionnaire de psychologie astrale)
- St Thomas d'Aquin et l'influence des astres
- Les preuves de l'influence astrale chez l'homme (conférence résumant la base expérimentale de l'astrologie)
- Les objections contre l'astrologie (réponses aux critiques anciennes et modernes)
- Les Directions en astrologie
- Les rapports entre l'astrologie et la métapsychique